# Poloma (Slowakije)
Poloma (Hongaars: Polony) is een Slowaakse gemeente in de regio Prešov, en maakt deel uit van het district Sabinov.
Poloma telt 952 inwoners.